# ثومية معنقة
الثومية المعنّقة أو حشيشة الثوم أو الثوم البري (باللاتينية: Alliaria petiolata) أو السمارة الثومية نوع نباتي يتبع جنس الثومية من الفصيلة الصليبية.

## الموئل والانتشار
موطنها المشرق العربي والمغرب العربي وكل أوروبا.

## الأسماء العلمية المرادفة
- (باللاتينية: Arabis petiolata M. Bieb.)
- (باللاتينية: Sisymbrium alliaria (L.) Scop)
- (باللاتينية: Alliaria petiolata)
- (باللاتينية: Erysimum alliaria L)
- (باللاتينية: Alliaria officinalis Andrz. ex Bieb.)
- (باللاتينية: Alliaria alliaria (L.) Britt.)

## الأسماء الشائعة
سمارة ثومية، خردل الثوم، ثوم الخردل، شوك إيريزيوم وقصوان.